# Mallorca Championships 2024
Il Mallorca Championships 2024 è stato un torneo di tennis giocato sull'erba. È stata la 4ª edizione facente parte della categoria ATP Tour 250 nell'ambito dell'ATP Tour 2024. Si è giocato al Santa Ponsa Tennis Academy di Santa Ponsa, in Spagna, dal 23 al 29 giugno 2024.

## Partecipanti ATP singolare

### Teste di serie
| Nazionalità | Giocatore           | Ranking* | Testa di serie |
| ----------- | ------------------- | -------- | -------------- |
| Stati Uniti | Ben Shelton         | 14       | 1              |
| Francia     | Ugo Humbert         | 16       | 2              |
| Francia     | Adrian Mannarino    | 21       | 3              |
| Cile        | Alejandro Tabilo    | 24       | 4              |
| Italia      | Luciano Darderi     | 34       | 5              |
| Francia     | Gaël Monfils        | 38       | 6              |
| Australia   | Jordan Thompson     | 43       | 7              |
| Stati Uniti | Christopher Eubanks | 44       | 8              |

* Ranking al 17 giugno 2024.

### Altri partecipanti
I seguenti giocatori hanno ricevuto una wildcard per il tabellone principale:
- Pablo Carreño Busta
- Fabio Fognini
- Dominic Thiem

I seguenti giocatori sono entrati nel tabellone principale passando dalle qualificazioni:

- Paul Jubb
- Maximilian Marterer
- Constant Lestienne
- Adam Walton

Il seguente giocatore è entrato nel tabellone principale come lucky loser:
- Gijs Brouwer

### Ritiri
Prima del torneo
- Márton Fucsovics → sostituito da  Luca Nardi
- Tallon Griekspoor → sostituito da  Jakub Menšík
- Tomáš Macháč → sostituito da  Rinky Hijikata
- Jordan Thompson → sostituito da  Gijs Brouwer

## Partecipanti ATP doppio

### Teste di serie
| Nazionalità | Giocatore         | Nazionalità | Giocatore       | Ranking* | Teste di serie |
| ----------- | ----------------- | ----------- | --------------- | -------- | -------------- |
| Stati Uniti | Nathaniel Lammons | Stati Uniti | Jackson Withrow | 44       | 1              |
| Belgio      | Sander Gillé      | Belgio      | Joran Vliegen   | 58       | 2              |
| Francia     | Sadio Doumbia     | Francia     | Fabien Reboul   | 67       | 3              |
| Paesi Bassi | Robin Haase       | Argentina   | Andrés Molteni  | 72       | 4              |

* Ranking al 17 giugno 2024.

### Altri partecipanti
Le seguenti coppie di giocatori hanno ricevuto una wildcard per il tabellone principale:
- Dustin Brown /  Daniel Masur
- Lucas Miedler /  Dominic Thiem

La seguente coppia di giocatori è entrata in tabellone con il ranking protetto:
- Christian Harrison /  Fabrice Martin

### Ritiri
Prima del torneo
- Ariel Behar /  Adam Pavlásek → sostituiti da  Constantin Frantzen /  Hendrik Jebens
- Alexander Erler /  Lucas Miedler → sostituiti da  Christian Harrison /  Fabrice Martin
- Santiago González /  Édouard Roger-Vasselin → sostituiti da  Santiago González /  Miguel Ángel Reyes Varela
- Kevin Krawietz /  Tim Pütz → sostituiti da  Sriram Balaji /  Luke Johnson

## Punti
| Evento    | V   | F   | SF  | QF | 2T   | 1T | Q    | Q2   | Q1   |
| Singolare | 250 | 165 | 100 | 50 | 25   | 0  | 13   | 7    | 0    |
| Doppio    | 250 | 150 | 90  | 45 | N.D. | 0  | N.D. | N.D. | N.D. |

## Montepremi
| Evento    | V         | F        | SF       | QF       | 2T       | 1T      | Q2      | Q1      |
| Singolare | 141 795 € | 82 715 € | 48 620 € | 28 175 € | 16 360 € | 9 995 € | 5 000 € | 2 725 € |
| Doppio*   | 49 260 €  | 26 360 € | 15 450 € | 8 630 €  | N.D.     | 5 090 € | N.D.    | N.D.    |

*per team

## Campioni

### Singolare
Alejandro Tabilo ha sconfitto in finale  Sebastian Ofner con il punteggio di 6-3, 6-4.
- È il secondo titolo in carriera e in stagione per Tabilo.

### Doppio
Julian Cash /  Robert Galloway hanno sconfitto in finale  Diego Hidalgo /  Alejandro Tabilo con il punteggio di 6-4, 6-4.